# Bedřich Švestka
Bedřich Švestka (16. ledna 1912 Hnidousy – 6. září 1990 Praha) byl český a československý lékař specializující se v oboru pracovní lékařství, akademik Československé akademie věd, politik Komunistické strany Československa, poslanec Sněmovny národů Federálního shromáždění za normalizace, diplomat a vysokoškolský pedagog.
V letech 1970–1976 působil jako rektor Univerzity Karlovy a v obdobích 1957–1959 a 1966–1969 děkan Lékařské fakulty hygienické UK v Praze.

## Profesní kariéra
Vystudoval Lékařskou fakultu Univerzity Karlovy v Praze, v roce 1938 promoval. V roce 1940 založil při nemocnici v Kladně poradnu pro choroby z povolání, v roce 1952 vybudoval v Kladně Ústav pracovního lékařství a v roce 1953 v tomto městě zřídil i Závodní ústav národního zdraví SONP Kladno. Od roku 1956 působil jako pedagog na Lékařské fakultě Univerzity Karlovy v Praze. Ve Fakultní nemocnici Královské Vinohrady založil Kliniku pracovního lékařství, na které působil v letech 1973–1986 jako přednosta. Na Univerzitě Karlově se stal profesorem pro obory hygiena práce a nemoci z povolání. V období 1971–1987 současně pracoval ve funkci vedoucího Centra pracovního lékařství Státního zdravotního ústavu. Od roku 1970 byl členem-korespondentem a od roku 1975 akademikem Československé akademie věd, přičemž v letech 1970-1982 byl členem prezídia ČSAV.
Angažoval se rovněž politicky. V letech 1960–1962 byl československým velvyslancem v Socialistické federativní republice Jugoslávie, od 14. prosince 1962 do 20. října 1964 pak velvyslancem v Alžírsku. XIV. sjezd KSČ ho zvolil za kandidáta Ústředního výboru KSČ. Ve funkci kandidáta ÚV KSČ ho potvrdil XV. sjezd KSČ. V období leden 1970 - květen 1971 byl navíc členem Byra pro řízení stranické práce v českých zemích. Od roku 1976 byl předsedou Československého mírového výboru (zvolen na plenárním zasedání této organizace v červnu 1976) a členem předsednictva Ústředního výboru Národní fronty ČSSR, od roku 1980 byl členem Světové rady míru. V roce 1970 získal Řád práce, roku 1982 Řád Vítězného února a roku 1987 Řád republiky.
Dlouhodobě zasedal v zákonodárných sborech. Ve volbách roku 1976 usedl do české části Sněmovny národů (volební obvod č. 6 - Praha 6, hlavní město Praha). Mandát obhájil ve volbách roku 1981 (obvod Praha 6) a ve volbách roku 1986 (obvod Liberec-Česká Lípa, Severočeský kraj). Ve Federálním shromáždění setrval do ledna 1990, kdy byl zbaven mandátu v rámci procesu kooptací do Federálního shromáždění po sametové revoluci.
Jednalo se o představitele konzervativního komunistického směru. V první polovině 70. let ve funkci rektora spolu s univerzitní vědeckou radou propouštěl (vyhazoval) pedagogy jednotlivých fakult z politických důvodů.

## Výbor z díla
- 1980: Pracovní lékařství 1., 2., 3. sv.
- 1955: Hygiena práce v hutních závodech